# Trest smrti na Bahamách
Trest smrti na Bahamách je legální forma trestu a je vykonáván oběšením ve věznici Fox Hill v Nassau. Poslední poprava byla v zemi vykonána 6. ledna 2000. V srpnu 2012 v cele smrti čekal pouze Mario Flowers odsouzený k trestu smrti za vraždu policisty při výkonu služby. Jeho rozsudek byl v roce 2016 změněn. Od získání nezávislosti na Spojeném království vykonaly Bahamy 13 poprav.

## Seznam poprav od roku 1976
Od roku 1976 do roku 2000 bylo na Bahamách popraveno 13 lidí.
| Pachatel           | Věk | Datum popravy   | Jména oběti                 |
| ------------------ | --- | --------------- | --------------------------- |
| Michaiah Shobek    | 22  | 19. října 1976  | tři američtí turisté        |
| Charles Dickenson  | 21  | 29. ledna 1980  | Desiree Darville            |
| Vernal Storr       | 24  | 29. ledna 1980  | Cedric Cleare               |
| Winsette Hart      | 21  | 29. ledna 1980  | Cedric Claere               |
| Gregory Johnson    | 24  | 28. dubna 1981  | Erwin Edgecombe             |
| Javon Newbold      |     | 6. září 1983    | Steadman Brown              |
| Colin V. Evans     |     | 6. září 1983    | Jennie Russell              |
| William Armbrister |     | 10. dubna 1984  | Livingstone a Henry LaFleur |
| Thomas Reckley     | 44  | 13. března 1996 | Benjamin Strachan           |
| Dwayne McKinney    | 24  | 28. března 1996 | Brian Ferguson              |
| Trevor Fisher      | 28  | 15. října 1998  | Durventon Daniels           |
| Richard Woods      | 51  | 15. října 1998  | Pauline Johnson             |
| David Mitchell     | 27  | 6. ledna 2000   | Horst a Traude Henningovi   |